# G20-top in New Delhi 2023
De G20-top in New Delhi van 2023 was de achttiende bijeenkomst van de G20 (Groep van Twintig). De bijeenkomst werd gehouden in het Bharat Mandapam International Exhibition-Convention Center in New Delhi op 9 en 10 september 2023. Het was de eerste G20-top die in India werd gehouden.

## Achtergrond
Oorspronkelijk zou India gastheer zijn van de G20-top in 2021 en Italië in 2022. Op de G20-top van Buenos Aires in Argentinië in 2018 zei premier Narendra Modi dat hij Italië had gevraagd de top in 2021 te organiseren en India toe te staan deze in 2022 te organiseren, ter gelegenheid van het 75e jaar van India's onafhankelijkheid. Italië stemde ermee in om India in plaats daarvan gastheer te laten zijn van de G20-top in 2022.
Op verzoek van de Indonesische minister van Buitenlandse Zaken Retno Marsudi verruilde India echter zijn voorzitterschap van de G20 met Indonesië, omdat Indonesië in 2023 ook voorzitter zou worden van de Associatie van Zuidoost-Aziatische Naties (ASEAN).

## Voorzitterschap
De G20-top in New Delhi wordt voorgezeten door de Indiase premier Narendra Modi.
Het Indiase presidentschap begon op 1 december 2022, in aanloop naar de top in het derde kwartaal van 2023. Op de top vond de overdrachtsceremonie van het presidentschap plaats, waarbij aan het einde van de top op Bali de voorzittershamer van de G20 werd overgedragen door de Indonesische president Joko Widodo aan de Indiase premier Modi. Indonesië bekleedde het presidentschap in 2022.
De Indiase premier Modi heeft het presidentschap van de G20 formeel overgedragen aan Luiz Inácio Lula da Silva, de president van Brazilië. India zal deze positie blijven bekleden tot en met 30 november 2023.

## Agendaprioriteiten
G20 India heeft zes agendaprioriteiten voor de G20-dialoog in 2023 naar voren gebracht:
- Groene ontwikkeling, klimaatfinanciering en LiFE
- Versnelde, inclusieve en veerkrachtige groei
- Versnellen van de vooruitgang op het gebied van de duurzameontwikkelingsdoelstellingen
- Technologische transformatie en digitale publieke infrastructuur
- Multilaterale instellingen voor de 21e eeuw
- Door vrouwen geleide ontwikkeling

In een interview op 26 augustus 2023 uitte de Indiase premier Narendra Modi optimisme over de evoluerende agenda van de G20-landen onder het presidentschap van India, waarbij de agenda verschuift naar een op de mens gerichte ontwikkelingsaanpak die aansluit bij de zorgen van het mondiale Zuiden, waaronder het aanpakken van de klimaatverandering en het herstructureren van schulden door middel van het Common Framework for Debt van de G20 en een strategie voor de regulering van mondiale cryptocurrencies.

## Voorbereidende werkzaamheden
De regering van India heeft 990 crore (120 miljoen USD) begroot voor de G20-evenementen. Voor de veiligheid van het evenement heeft de regering 130.000 veiligheidspersoneelsleden ingezet, waaronder 80.000 politieagenten van de politie van Delhi.
CNN, Reuters en de Washington Post meldden dat in aanloop naar de G20-bijeenkomst de Indiase autoriteiten, waaronder de Archaeological Survey of India, begonnen zijn met een massale sloopactie van daklozenopvangcentra en sloppenwijken in New Delhi, wat resulteerde in de uitzetting de gemarginaliseerde inwoners. Het persbureau Press Information Bureau van de Indiase regering verwierp de beweringen en zei dat ze waren gedaan in overeenstemming met de bevelen van het Hooggerechtshof van India en dat ze geen verband hielden met de G20-top in New Delhi in 2023.

#### Beperkingen in Delhi
Bij de in Delhi opgelegde beperkingen kregen alle scholen, kantoren, werkplekken, marktplaatsen, restaurants en non-foodwinkels het bevel drie dagen te sluiten. Ondertussen werden er verkeersadviezen uitgegeven met betrekking tot de verkeersbewegingen, werden e-commerceleveringen beperkt tot het bestellen van medicijnen en boodschappen onder de jurisdictie van de gemeenteraad van New Delhi (NMDC) en werd mensen aangeraden thuis te blijven.

## Deelnemende leiders
De Russische president Vladimir Poetin en de Chinese president Xi Jinping besloten de top in de Indiase hoofdstad over te slaan. Hun plaatsen werden respectievelijk ingenomen door de Russische minister van Buitenlandse Zaken Sergej Lavrov en de Chinese premier Li Qiang.
- Argentinië - Alberto Fernández, President
- Australië - Anthony Albanese, Minister President
- Brazilie - Luiz Inácio Lula da Silva, President
- Canada - Justin Trudeau, Minister President
- China - Li Qiang, Premier
- Frankrijk - Emmanuel Macron, President
- Duitsland - Olaf Scholz, Bondskanselier
- India - Narendra Modi, Minister President (gastheer)
- Indonesië - Joko Widodo, President
- Italië - Giorgia Meloni, Minister President
- Japan - Fumio Kishida, Minister President
- Mexico - Raquel Buenrostro Sánchez, Minister van Economie
- Zuid-Korea - Yoon Suk-yeol, President
- Rusland - Sergey Lavrov, Minister van Buitenlandse Zaken
- Saoedi-Arabië - Mohammed bin Salman, Kroonprins en Minister President
- Zuid-Afrika - Cyril Ramaphosa, President
- Turkije - Recep Tayyip Erdoğan, President
- Verenigd Koninkrijk - Rishi Sunak, Minister President
- Verenigde Staten - Joe Biden, President
- Europese Unie - Ursula von der Leyen, Voorzitter van de Europese Commissie
- Europese Unie - Charles Michel, Voorzitter van de Europese Raad

## Resultaten

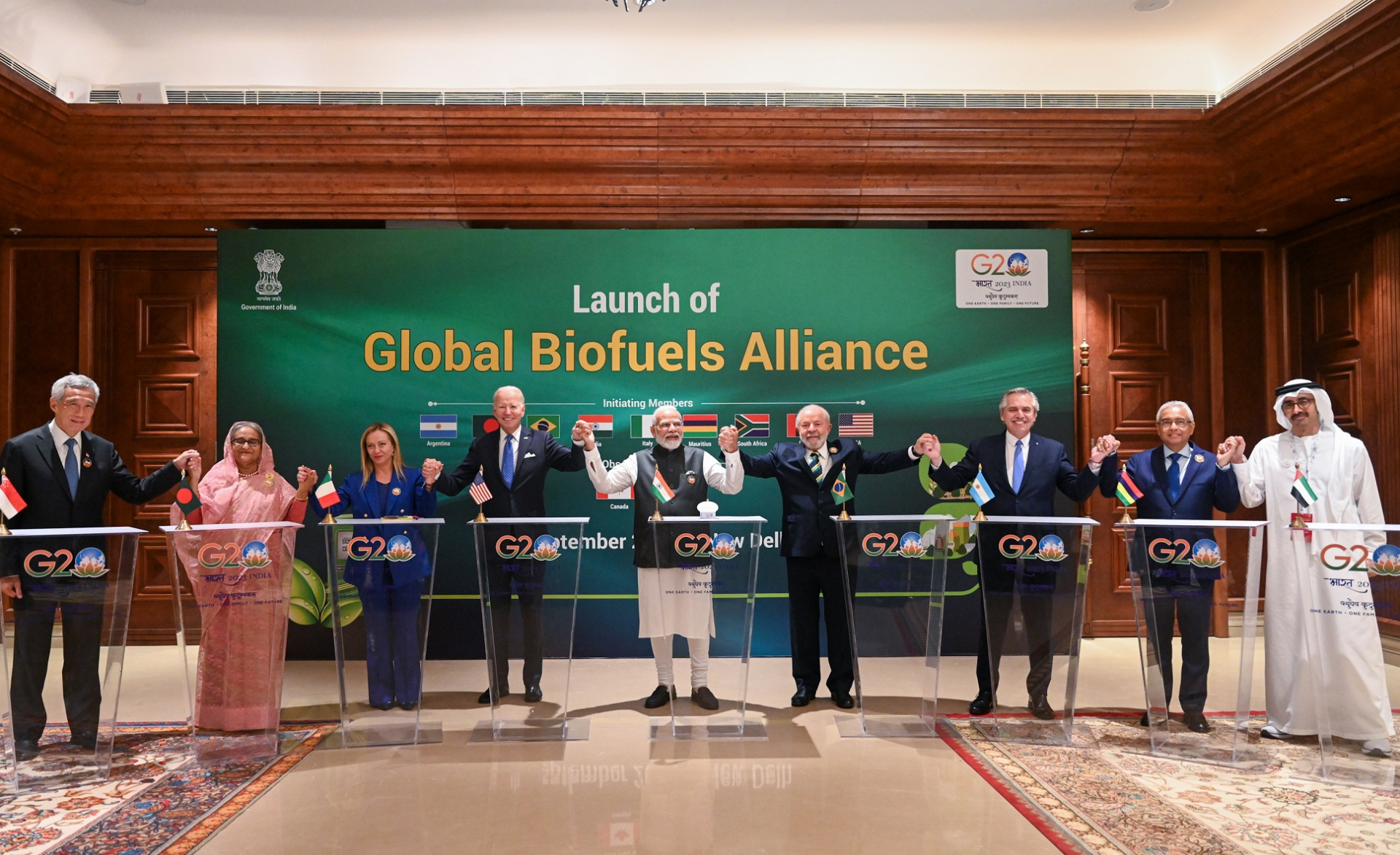
Lancering van de Global Biofuels Alliance tijdens de G20 New Delhi 2023

- De Afrikaanse Unie is als permanent lid toegetreden tot de G20.[30]
- Er werd een nieuwe organisatie gelanceerd, de Global Biofuel Alliance (GBA), om de ontwikkeling en acceptatie van duurzame biobrandstoffen te bevorderen en relevante normen en certificering vast te stellen.[31]
- De New Delhi Leaders Declaration werd met consensus aangenomen.[32][33]
- Een groep landen heeft een gezamenlijke overeenkomst gesloten om een spoor- en scheepvaartcorridor aan te leggen die India met het Midden-Oosten en Europa verbindt, de zogenaamde India-Middle East-Europe Economic Corridor. De groep bestaat uit India, Saoedi-Arabië, de Verenigde Arabische Emiraten, Jordanië, Israël en de Europese Unie.[34]